# Réserve naturelle d'Ytre Vassholmen
La Réserve naturelle d'Ytre Vassholmen  est une réserve naturelle norvégienne qui est située dans la municipalité de Bærum dans le comté d'Akershus.

## Description

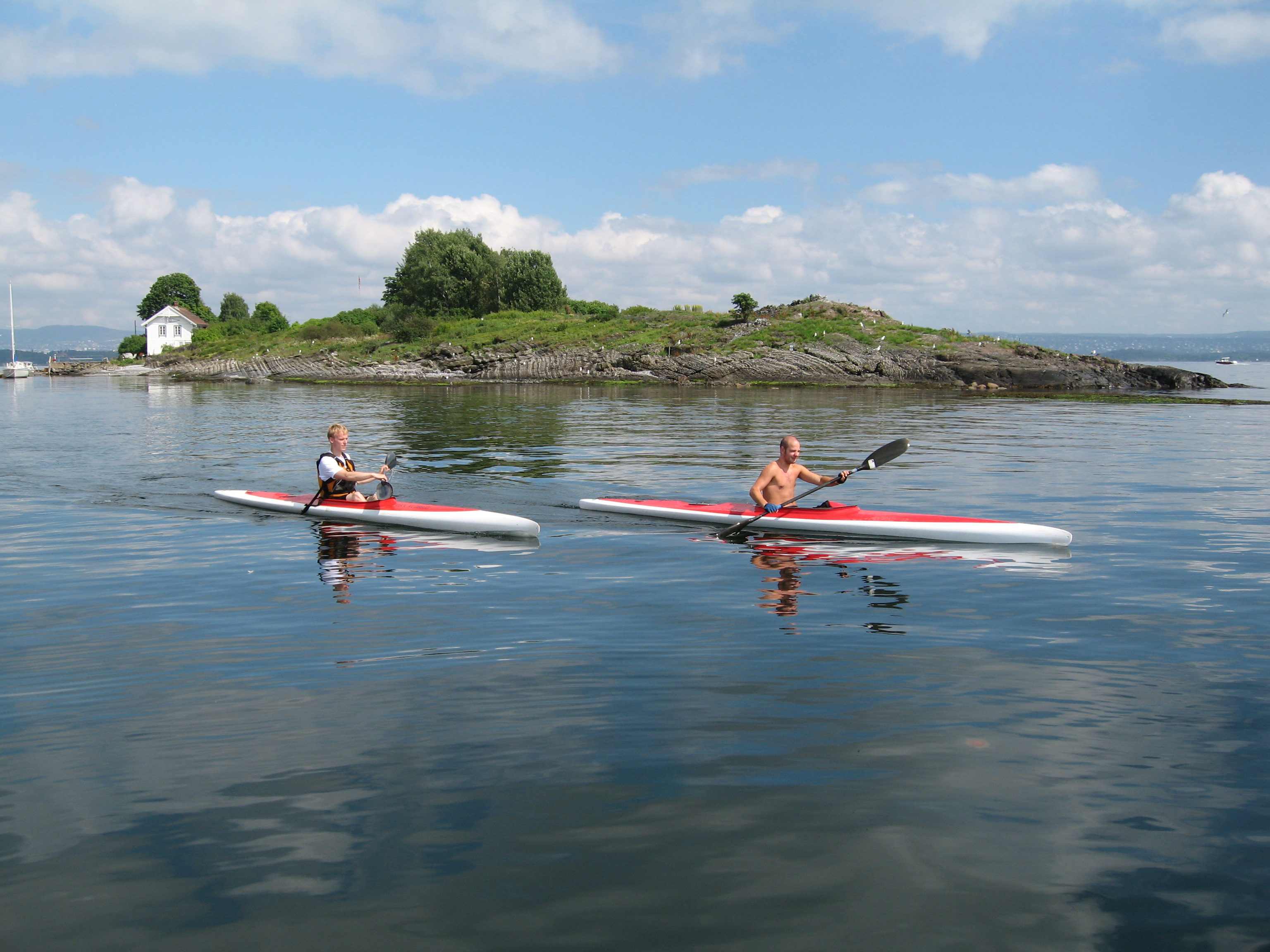
Ytre Vassholmen

La réserve naturelle, créée en 1978, occupe la moitié sud de l'îlot d'Ytre Vassholmen. Celui-ci jouxte l'îlot d'Indre Vassholmen, au sud de la péninsule de Snarøya, dans l'Oslofjord intérieur. 
Le débarquement y est interdit du 15 avril au 15 juillet. Le reste de l'année, le voyage doit se dérouler de manière que la vie végétale et animale soit le moins possible endommagée et perturbée, notamment par respect pour les oiseaux marins et leurs lieux de nidification. En 2005, 161 couples nichaient dans la réserve. Les goélands gris avaient le plus de nids. Sinon, il y avait des nids de goéland cendré, d'eider à duvet, de bernache nonnette de goéland marin, d'oie cendrée et de bernache du Canada. Sur l'île, il existe une communauté végétale spéciale affectée par le guano. Des terres sèches calcaires, des communautés de boutons rocheux et des broussailles frontalières ont également été trouvées sur l'île. L'île entière est considérée comme un site botanique précieux pour la région d'Oslofjord.